# Pont de Luzancy
Le pont de Luzancy est un pont routier permettant à la RD 402 de franchir la Marne entre les communes de Luzancy et de Méry-sur-Marne, dans le département de Seine-et-Marne.
C'est le premier pont en béton précontraint construit en France. Deux ponts en béton précontraint l'avaient précédé :
- le pont sur l'Oued Fodda, en 1936,
- le pont d'Oelle, en Allemagne, sur l'autoroute entre Dortmund et Hanovre, en 1938, construit par l'entreprise Wayss & Freytag suivant les plans et avec le matériel de précontrainte fournis par Eugène Freyssinet.

Ces deux premiers essais sur des ponts avaient utilisé de la précontrainte par pré-tension à l'aide de barres de précontrainte adhérentes. Le pont de Luzancy est le premier pont utilisant de la précontrainte par post-tension, c'est-à-dire mise en tension après la réalisation de la partie de l'ouvrage sur laquelle on met en tension les câbles de précontrainte.

## Suspendu
Conçu par l'ingénieur et inventeur du béton précontraint Eugène Freyssinet, il a été réalisé par l'entreprise Campenon-Bernard dirigée par Edmé Campenon.
C'est un pont à béquille de 55 m de portée au-dessus de la Marne. Il a été entrepris pendant la Seconde Guerre mondiale pour remplacer un pont détruit en juin 1940. 
Le pont est commencé en 1940, mais la pénurie du temps de guerre va limiter les moyens mis en œuvre et les Allemands ferment le chantier en juillet 1941. Les travaux reprennent en 1944 et se terminent en 1946. Le pont est soumis aux épreuves le 2 mai 1946.
En 1947, dans la revue espagnole Revista de obras publicas, Eduardo Torroja écrit : « Il faut se découvrir devant le pont de Luzancy ».
La conception du pont devait répondre à des critères stricts concernant le gabarit de navigation de la Marne et le profil en long de la route. Ces contraintes venaient de ce que le pont remplaçait un pont suspendu d'un type un peu particulier imaginé par Paul Wahl. Comme l'explique Eugène Freyssinet dans son article sur la construction du pont : « entre le gabarit de navigation sur la Marne et le profil de la chaussée, nous ne disposions que de 1,30 m pour une portée de 54 m ». Pour remplacer un pont suspendu, Freyssinet a proposé un pont à béquille avec un arc très tendu car la hauteur du tablier varie de 1,75 m près de béquilles à 1,22 m à mi-portée.
Transversalement le tablier est divisé en trois poutres-caissons. Chacune de ces poutres est réalisée au moyen de 22 voussoirs ou tronçons préfabriqués tubulaires en béton. Chaque voussoir se décompose en deux dalles ou hourdis, inférieur et supérieur, d'épaisseur variable et de largeur constante de 1,70 m, reliées par deux âmes ou voiles verticaux, de 10 cm d'épaisseur. Leur poids est d'environ 5 t. Les trois poutres-caissons sont identiques pour permettre de limiter le nombre de moules ayant servi au bétonnage des voussoirs à quatre. Ces moules étaient modifiables pour les adapter aux dimensions de chacun des voussoirs.
Après le démoulage des voussoirs préfabriqués d'une poutre-caisson, ils étaient assemblés en trois tronçons :
- deux tronçons de 3 voussoirs qui étaient montés en encorbellement à partir des béquilles en appui sur chaque culée du pont ;
- un tronçon central de 16 voussoirs.

Ces voussoirs étaient tenus ensemble à l'aide de câbles de précontrainte. Freyssinet avait poussé l'usage de la précontrainte à son maximum car les voussoirs et l'ensemble du pont étaient précontraints dans les trois directions : verticale, longitudinale et transversale.
Le tronçon central de chaque poutre-caisson était porté par un système de deux palans et de câbles ancrés sur deux mâts de 23,50 m de hauteur placées au-dessus des culées. Pour commander le mouvement des câbles entre les deux palans, Freyssinet a inventé un tambour pour limiter les efforts nécessaires au transport du tronçon central de 90 t au-dessus de la brèche faisant 60 m entre les deux palées.
Le pont a finalement coûté plus cher que l'estimation initiale, mais il a été à l'origine d'une nouvelle méthode de construction des ponts.